# Hikawa Maru
El Hikawa Maru (氷川丸?), llamado así en honor al santuario sintoísta Hikawa de Saitama, es un transatlántico japonés, actualmente retirado, construido para la empresa naviera NYK Line en los astilleros de Yokohama. En la actualidad, funciona como barco museo amarrado en el puerto de dicha ciudad.

## Historia
Formaba clase junto a sus gemelos Hei Maru y Heian Maru, cubriendo líneas a Estados Unidos, Australia y Europa. Destacados personajes viajaron en él, como Charles Chaplin o Jigorō Kanō, quien falleció a bordo de neumonía en 1938, cuando regresaba de Europa tras proponer al Comité Olímpico Internacional que Tokio albergase los Juegos Olímpicos de 1940.
En 1941, antes de la entrada japonesa en la Segunda Guerra Mundial, refugiados judíos escaparon de los nazis rumbo a Japón encontrándose entre ellos Zorach Warhaftig, uno de los firmantes de la Declaración de independencia del Estado de Israel, que narraría sus vivencias a bordo en el libro Refugee and Survivor.

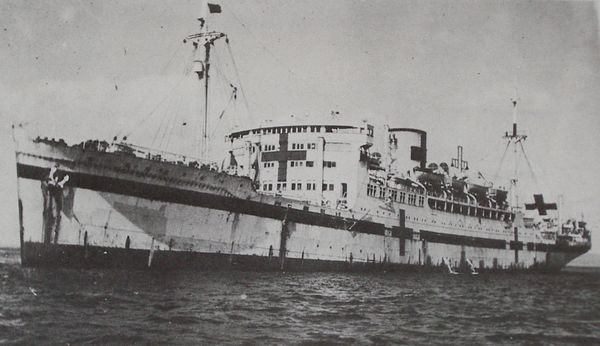
El Hikawa Maru como buque hospital.

Tras el inicio de las hostilidades, el Hikawa Maru fue convertido en buque hospital, mientras que sus dos gemelos se reconvirtieron en buques nodriza de submarinos. Tras la guerra, fue empleado como barco de repatriación hasta 1947, año en el que fue devuelto a sus propietarios.  
En 1954, fue retirado del servicio, pero tras una puesta al día volvió a transportar pasajeros y carga a través del Pacífico. La pujanza del transporte aéreo hizo disminuir el número de clientes, lo que llevó a su retirada definitiva del servicio en 1960.
Un año después, el Hikawa Maru se convirtió en un albergue juvenil flotante y buque museo, permanentemente atracado en Yokohama, dado que se le retiraron las hélices.
En 2003 fue declarado bien de interés por la ciudad de Yokohama, y en 2006 la compañía que se encargaba de su gestión quebró, pasando la propiedad de nuevo a NYK Line, que tras una restauración, lo abrió de nuevo al público como un museo flotante el día 25 de abril de 2008, en conmemoración del 78 aniversario de su entrada en servicio.